# Markina-Xemein
Markina-Xemein è un comune spagnolo di 4 708 abitanti situato nella comunità autonoma dei Paesi Baschi.